# S-21
S-21, también conocido Oficina S-21 o Santebal (en idioma jemer: «Seguridad Especial»), fue un centro de interrogación, tortura y ejecución creado por el régimen de los jemeres rojos en Nom Pen para eliminar personas consideradas enemigas del Estado de la Kampuchea Democrática. «S-21» significa «Prisión de Seguridad 21» y fue creada en las instalaciones de un antiguo y prestigioso Instituto Tuol Svay Prey. También se le conoció como Tuol Sleng cuyo nombre significa en idioma jemer «colina de los árboles venenosos». La prisión fue inaugurada en mayo de 1976 y diseñada por Kaing Guek Eav (Duch), quien fue la mayor parte del tiempo su director hasta el 7 de enero de 1979, día en el que huyó del lugar ante la invasión vietnamita de Phnom Penh.
La prisión era de carácter secreto y por ella pasaron al menos 14 000 personas entre 1976 y 1979, de las cuales solo sobrevivieron 12, entre ellas 5 niños. Fue adaptada para retener prisioneros por un largo tiempo. Para evitar la fuga de los reos, sus edificios se cerraron con alambre de espino y las ventanas se cubrieron con barras de hierro. Las antiguas aulas fueron subdivididas en pequeñas celdas individuales de ladrillo y en los pisos superiores se dejaron para reclusión colectiva.
Los prisioneros venían de diversos orígenes: en principio los miembros del depuesto gobierno o personas relacionadas con el mismo, después vietnamitas, chinos y personas consideradas por cualquier razón "enemigos de estado" y por último los mismos camaradas acusados de "atentar contra el partido".

## Historia

### M-13
S-21 deriva de los sistemas de seguridad que las guerrillas de los jemeres rojos establecieron en las selvas en su tiempo de combate al dictador Lon Nol y su alianza con los Estados Unidos entre 1970 y 1975. Una de las figuras que se destacaría como jefe de los servicios de seguridad fue el Camarada Duch, al cual Vorn Vet y Son Sen encargaron en 1971 con el fin de "detectar enemigos ocultos".
La primera prisión de seguridad de los jemeres rojos en su primera fase como guerrillas fue conocida como Oficina M-13, con la misión de purgar las filas revolucionarias de infiltrados, especialmente de camboyanos venidos desde Vietnam del Norte.
Con la caída de Nom Pen bajo el mando de los jemeres rojos en abril de 1975, M-13 fue transferida a la capital y la responsabilidad de su organización fue dada nuevamente a Duch.

### Oficina 15
El primer nombre que recibió la prisión fue Oficina 15 entre abril y octubre de 1975. Desde octubre aparecen documentos con la firma de Duch como director.
En los primeros meses del régimen, Duch repartió su tiempo entre organizar la prisión y dirigir pequeños centros de interrogación cercanos a nom Pen. También llevó a la nueva prisión varios de los detenidos que tenía de M-13 y los cuales estarían en S-21 hasta su ejecución.

### S-21
En los siguientes años, Santebal funcionó como el Centro Interrogatorio de Seguridad de Estado Todo sospechoso era arrestado con su familia. Después de meses de tortura en los cuales debía confesar que en efecto era un "enemigo de estado", era ejecutado con ella. Se calcula que entre 1975 y 1979 se ejecutaron 20.000 acusados de ser "enemigos de estado" con sus familias.
En enero de 1979 las tropas vietnamitas ocuparon la desolada capital de Camboya. El director de Santebal ordenó la ejecución de los prisioneros y huyó del lugar. Dos soldados y periodistas vietnamitas, el camarógrafo Ho Van Tay y el periodista Dinh Phong, ingresaron a S-21 y filmaron las escenas en las que se veía los cadáveres de los prisioneros recién asesinados. En el video se muestran cinco niños vivos que se ocultaron entre una pila de ropa antes de que los verdugos pudieran encontrarlos.
Para las tropas vietnamitas, el descubrimiento de S-21 fue una evidencia de que el régimen de Pol Pot había realizado actos horrorosos. Por esta razón, la fuerza ocupante ordenó la transformación del lugar en un museo de los crímenes de guerra de los jemeres rojos y fue abierta a la entonces incrédula opinión internacional. 
Pronto el lugar atrajo periodistas, escritores e investigadores, los cuales fueron los principales encargados de registrar, microfilmar, analizar y sistematizar todas las evidencias producidas en la prisión. 
Entre 1992 y 1993 la Universidad de Cornell y el Ministerio de Cultura de Camboya, dirigieron la microfilmación de todos los documentos y evidencias que fueron encontrados en la prisión. El acto fue supervisado por los jueces Judy Ledgerwood, John Marston y Lya Badgey.
En mayo de 1999 un periodista británico, Nic Dunlop, hizo una entrevista a un hombre de Battambang que le confesó ser Duch, el director de S-21. La publicación de ese entrevista ocasionó su arresto y Duch, del cual no se tenían noticias después de que había huido de S-21 en enero de 1979, fue conducido a una prisión militar en Phnom Penh en donde permaneció hasta julio de 2007 sin seguírsele un proceso legal.
El 31 de julio de 2007 fue conducido al centro de detención del Tribunal Internacional de Camboya para ser juzgado por sus responsabilidades en S-21, acusado de crímenes de guerra, crímenes contra la humanidad, tortura y genocidio.

## Misión
S-21 fue creada con el fin de proteger al "Partido Central" encargado del gobierno de Kampuchea Democrática (1975 - 1979). Dicho propósito se cumplía arrestando a todo aquel que fuera sospechoso de colaborar con alguna fuerza extranjera, especialmente vietnamita, soviética o estadounidense, que hubiera colaborado en el pasado con elementos contrarrevolucionarios o fuera sospechoso de ello y cualquier otro motivo que pusiera en duda la absoluta lealtad de los militantes jemeres rojos.
Los sospechosos eran arrestados con sus familias y llevados a la prisión. La prisión era al mismo tiempo centro de interrogación y tribunal, en el cual Duch era el único juez y el que daba el último veredicto sobre la culpabilidad del prisionero y la sentencia que debía recibir, la cual era siempre la pena capital.
La biografía de los prisioneros era alterada en la mayoría de los casos para justificar la detención y ejecución. Eran sometidos a sesiones de tortura hasta que confesaran aquello que los verdugos querían oír. Después de unos 2 meses de interrogación (4 si ofrecían información), eran llevados a Choeung Ek para ser ejecutados con sus familias.

## Organización
S-21 era de carácter secreto, razón por la cual existen pocos documentos oficiales del gobierno de Kampuchea Democrática que la mencionen. Nadie podía acercarse a las instalaciones del lugar. Los papeles que iban a la basura eran cuidadosamente quemados. Los arrestados eran llevados al lugar con los ojos vendados y, finalmente, el carácter secreto de Santebal era garantizado con la muerte del prisionero. Los altos mandos de los jemeres rojos como Pol Pot, Nuon Chea, Khieu Samphan, Son Sen y Ta Mok, no se referían a la prisión en público. S-21 era absolutamente un código secreto. Como señala el camboyanista David Chandler, algunos documentos oficiales se refieren a S-21 como el "Ministerio" y como la "Oficina".
Según los registros del Centro de Documentación de Camboya, S-21 se dividía en secciones, las cuales eran las siguientes con su respectivo jefe:
1. Dirección general: Duch.
2. Sección de documentación: Neou Leng.
3. Sección de mecanografía: Leang Huoy.
4. Sección de fotografía: Nim Oem.
5. Sección de estudio de documentos: Ou Snguon y Tung Soeng Hoeun.
6. Sección de iniciación y secciones "fría" o "gentil": Chan Sokhan.
7. Sección de interrogación "vicio" o "caliente": San Moth.
8. Sección de interrogación "masticar" conformada por tres equipos: Ros Tit.
9. Guardia o unidad de defensa.
10. Sección de minusválidos: Kim Vat.

### Nombre
La primera vez que el código "S-21" apareció en un documento oficial del gobierno de Kampuchea Democrática fue en junio de 1975. La letra "S" significa "Seguridad" que en idioma jemer es Santisuk o también Santebal (esta última traduce "Seguridad Especial". El número "21" se refiere al sector en el que estaba dividido Phnom Penh bajo los jemeres rojos en un área conocida como "Área Mayor del Ejército".

### Dirección
La dirección de S-21 estuvo la mayor parte del tiempo a cargo de Duch (1976 - 1979). Pero desde diciembre de 1975 y por pocos meses el director fue un camarada de nombre Nath el cual fue promovido poco después a experto militar en el ministerio de defensa bajo órdenes de Son Sen. Nath fue sucedido por Sem, que estuvo por el resto del año 1975 y cuya firma aparece en todas las detenciones y ejecuciones de prisioneros durante ese año.
El lugarteniente de Duch fue Khim Vat (camarada Ho), quien dirigió varias interrogaciones y torturas. Ho desapareció en 1979. El lugarteniente de Ho era Hung Peng (nacido en 1950 y encargado de los guardias de la prisión y de las "llaves de las celdas". Peng decidía qué prisioneros debían ser interrogados, dejados o llevados para ejecución. Según el testimonio del artista Vann Nath, Peng recorría la prisión con Duch. Murió en algún momento de la década de 1980 en el suroeste del país.
Después del director Duch y sus dos más cercanos lugartenientes Ho y Peng, estaba Chan, jefe de la unidad de interrogación de S-21. Según D. Chandler, es probable que haya nacido al sur de Vietnam, en la llamada Kampuchea Krom (provincia con minorías jemeres en Vietnam), porque hablaba vietnamita muy bien. Hasta 1990 continuó como interrogador de los jemeres rojos y fue visto por última vez en 1996 por oficiales de las Naciones Unidas dedicado a la jardinería. De él diría Nate Thayer, quien lo entrevistó:

"(...) es el más temible personaje que jamás haya visto".

El lugarteniente de Chan era Tang Sin (Camarada Pon), otro antiguo profesor de matemáticas como Duch. Estuvo encargado de interrogar prisioneros importantes y causó torturas extremas. El jefe de la unidad de documentación era Suos Thi entre 1977 y 1978. En la década de 1990 fue entrevistado por periodistas y después no se supo más de él. Preguntado por periodistas si se arrepentía de haber trabajado en S-21 y por qué había estado allí, respondió:

"Lo siento mucho por el asesinato de los niños y las mujeres. De hecho, algunas de las personas no eran para nada culpables (...) Cuando te daban un trabajo, había que hacerlo."

### Carceleros
Uno de los guardias más célebres fue Him Huy que comenzó a trabajar en S-21 en 1977 y al año siguiente fue promovido al cargo del registro de prisioneros a su ingreso y del registro de los mismos a su ejecución. También estuvo encargado de la seguridad de la prisión y por ende de los demás guardias. De su promoción, dijo Huy al periodista Peter Maguire en una entrevista:

"Después de que mataron a los otros jefes, me promovieron a mí".

Hun Hey ha colaborado abiertamente con la labor de investigación tanto del Centro de Documentación de Camboya, como de periodistas y del Tribunal Internacional, así como en los procesos de reconciliación del país, mostrándose siempre arrepentido, pero a la vez como víctima del régimen. Participó junto a otros ex-carceleros en el documental del director de cine Rithy Panh en "S-21:La máquina de matar de los jemeres rojos", en la cual interactuó con sobrevivientes de la prisión como el artista Vann Nath, el cual le hizo un interrogatorio histórico demostrándole la crueldad de la prisión. Hun Hey dramatizó el documental, al lado de sus antiguos compañeros, la manera cómo se interrogaba a las víctimas. Aunque Hun Hey confesó que había llevado cientos de prisioneros a Choeung Ek para su ejecución y que él mismo asesinó a varios, Vann Nath y otros sobrevivientes testimonian que era "muy cruel" y que es responsable por la muerte de cientos de personas, el Tribunal Internacional no ha hecho acusación formal en su contra, ni contra los demás guardias de S-21, pues Duch se hace responsable de todos los crímenes cometidos en la prisión, pero Hun Hey es uno de los testigos del proceso. 
Nun Huy (llamado "Huy K'puh" que traduce "Huy Arrozal"), encargado de "Oficina S-24", la prisión agraria en donde los prisioneros trabajaban en los arrozales y que dependía de S-21. Su mujer, Prak Khoeun, era interrogadora en S-21.

### Interrogadores
La unidad de interrogadores estaba conformada por grupos que tuvieron diferentes evoluciones: en 1976 eran once grupos, cada uno de seis personas. En 1977 eran diez grupos de seis personas y al final eran tres unidades de interrogación. Estas eran progresivas, es decir, el prisionero era remitido de una unidad a la otra hasta su ejecución final. Cada etapa era más cruel que la otra. Las unidades de interrogación estaban coordinadas por Prok Khoeun, la única mujer del Partido que trabajó como mando en S-21. 
Los equipos de tres personas seguían la misma estructura del Partido: un jefe, un anotador suplente y un tercer miembro al cual se le nominada "guardia" y era el principal torturador.
Las siguientes eran las unidades según los estudios de Huy Vannak:
1. Unidad gentil o fría (Slaut).
2. Unidad caliente (kach).
3. Unidad de masticación (ankeam).

## Documentación
A pesar de que era una unidad secreta del régimen, es una de las que mayores evidencias documentales tiene, en parte porque la toma vietnamita de Phnom Penh no le dio tiempo a Duch de destruir todos los archivos. Una de las características más conocidas del Museo Tuol Sleng son sus fotografías, lo que permite evaluar de manera casi directa el significado del horror de la prisión. 
El encargado de los registros fue Suos Thy, el cual ha colaborado en las investigaciones posteriores acerca de las rutinas de S-21. Tuvo además un ayudante, un muchacho de 12 años de nombre Lan. Los prisioneros eran llevados a él para registrarlo, lo que consistía en el siguiente proceso:
1. Poco después de llegar a S-21, se le tomaba una fotografía.
2. Se le hacía la mayor cantidad posible de información personal para el registro: nombre, edad, ocupación, lugar de nacimiento, nombre de los padres, cónyuges, hijos. Este registro se hacía sin ninguna presión y Suos Thy debía copiar todo tal como el nuevo prisionero respondiera. No tenía autorizado golpear al prisionero.
3. Un guardia llevaba al prisionero a la celda y regresaba para darle el número.
4. Suos Thy pegaba la foto del prisionero en el registro de entrada y se lo pasaba a Duch o Hor. Tenía que saber bien los datos del nuevo prisionero. Tenía dicho que si sucedía un error por su información, como una ejecución errada, él debía pagar por ello.
5. Se hacían más fotografías durante el proceso de tortura.
6. Después de que el prisionero era destinado a la ejecución, debía escribir el dato completo de la misma.

## Reglamento de internos
El reglamento para los prisioneros en Santebal fue diseñado por Duch y era muy estricto. Estaban escritos sobre los tableros de los antiguos salones de clase convertidos en prisión. Las principales normas generales eran las siguientes:
1. Está absolutamente prohibido hablar o dirigir preguntas a los otros.
2. Antes de hacer cualquier cosa, pida permiso a un guardia.
3. Siga de manera absoluta las normas, no se haga el libre.

De manera más detallada y especialmente en los momentos de interrogación, el prisionero debía conocer las siguientes normas:
1. Responder lo que se pide, no altere mis preguntas.
2. No utilice en absoluto ningún pretexto para debatir o discutir.
3. No se haga el tonto ni pretenda que no entiende, porque usted fue lo suficientemente valiente para oponerse a la revolución.
4. Responda inmediatamente, no se tarde ni siquiera por un segundo.
5. En cuanto a pequeñas faltas o fallas, ofensas morales, errores o ese error, no hable de esas cosas; no hable acerca de asuntos de la revolución.
6. Absolutamente no grite cuando sea golpeado o electrocutado.
7. No haga nada. Siéntese y espere órdenes. Si no hay órdenes, no realice ningún acto. Cuando se le ordene, hágalo inmediatamente y sin argumentar.
8. No intente esconder su rostro y su traición a la revolución con el pretexto de la Kampuchea Krom.
9. Por cualquiera de estas normas que no sea seguida en cualquier día, usted recibirá innumerables látigos y choques eléctricos.
10. Cometa una violación y obtendrá diez latigazos o cinco choques eléctricos.

Todas las personas que trabajan en S-21 tenían que seguir también una disciplina estricta, especialmente en su relación con los prisioneros. Según Huy Vannak, los carceleros y demás personal debían tener en cuenta que todos los prisioneros eran "enemigos de la revolución" y que por esa razón habían sido llevados allí. Los carceleros tenían absolutamente prohibido mostrar simpatías por los prisioneros, dudar en algún momento de su culpabilidad o retardar los procesos.

## Torturas
Los métodos de tortura en Santebal tuvieron una fuerte dosis de creatividad. Todos los que trabajaron en el lugar tenían la idea de que los prisioneros eran "enemigos de la revolución" y "traidores de estado", por lo cual su sufrimiento era bien merecido.
Un médico garantizaba que el prisionero sobreviviera lo suficiente para soportar la mayor cantidad de torturas hasta que "confesara" lo que se quería oír.
Las prisioneras eran objeto de violaciones carnales como parte de la rutina para hacerlas "confesar", como admitió Neou Kantha (camarada Tha):

"En octubre de 1977 interrogué una mujer. La desnudé y le tiraba de su pelo púbico (...) En interrogaciones, abusé de genitales femeninos con papel caliente y palos".

## Víctimas
Aunque la mayoría de las víctimas fueron camboyanos, la población de la prisión incluyó miembros de otras nacionalidades, entre ellos tailandeses, vietnamitas, pakistaníes, indios, estadounidenses, británicos, australianos y canadienses. 

### Arresto
El procedimiento para arrestar a una persona era complejo. En muchas ocasiones las órdenes emanaban de S-21 debido a que otro prisionero en el momento de la tortura y esperando liberarse de ella, implicaba a otras personas, lo que en sí constituía una sentencia para el nuevo nominado. En otras ocasiones la orden de arresto venía de los altos mandos.
Los encargados de los arrestos eran unidades especiales que no sabían las razones por las cuales determinada persona era arrestada.
Toda la familia del implicado, incluyendo mujeres y niños, era detenida de acuerdo a la filosofía de los jemeres rojos:

"Es mejor arrestar erradamente que liberar erradamente", según la confesión del carcelero Him Huy.

### Estadísticas
No existe un dato preciso del número total de personas que pasaron por S-21 entre abril de 1975 y enero de 1979, porque al huir del lugar Duch alcanzó a destruir parte de los archivos. El secretismo de la prisión era tal que ni siquiera el personal era trasladado a otros frentes:

"Reconociendo la dificultad de su posición, Him pidió una vez, durante una sesión política, a Son Sen, que lo dejara regresar al ejército, pero no le fue dado el permiso. Him concluyó que Son Sen estaba preocupado de que si el ejército vietnamita lo capturase, podrían saber de S-21".

Curiosamente, registros del centro de detención confirman que al menos 177 personas fueron liberadas del mismo: 48 el 20 de diciembre de 1975, otras 29 en diversas fechas hasta el 15 de febrero de 1976, y 100 soldados el 26 de noviembre de 1977; según el Centro de Documentación de Camboya.
La siguiente es una tabla estadística de prisioneros según varios autores en referencia:
Según David Chandler:
- 1975: 200.
- 1976: 1.622.
- 1977: 6.300.
- 1978: 5.084.

Las estadísticas de Chandler por años da un total de 13.206, pero admite que existen lagunas en los datos:

"Aunque el total de enlistados da 13.206, dada la laguna en la información es prudente calcular que la población entre 1975 y 1979 es de aproximadamente 14 mil.

Sin embargo, la mayoría de los prisioneros, eran varones jóvenes de etnia jemer. Hasta febrero de 2009 se pensaba que solo siete personas sobrevivieron (todos varones), entre ellas el célebre artista nacional Vann Nath. Pero antes de iniciarse el juicio a Duch, el gobierno de Vietnam aportó una evidencia en la que cinco niños escaparon a la orden de eliminación de los verdugos y uno de ellos, un hombre ya de 38 años, dio una rueda de prensa, lo que subió la cifra a 12, aunque uno de los niños murió naturalmente después.

## Galería

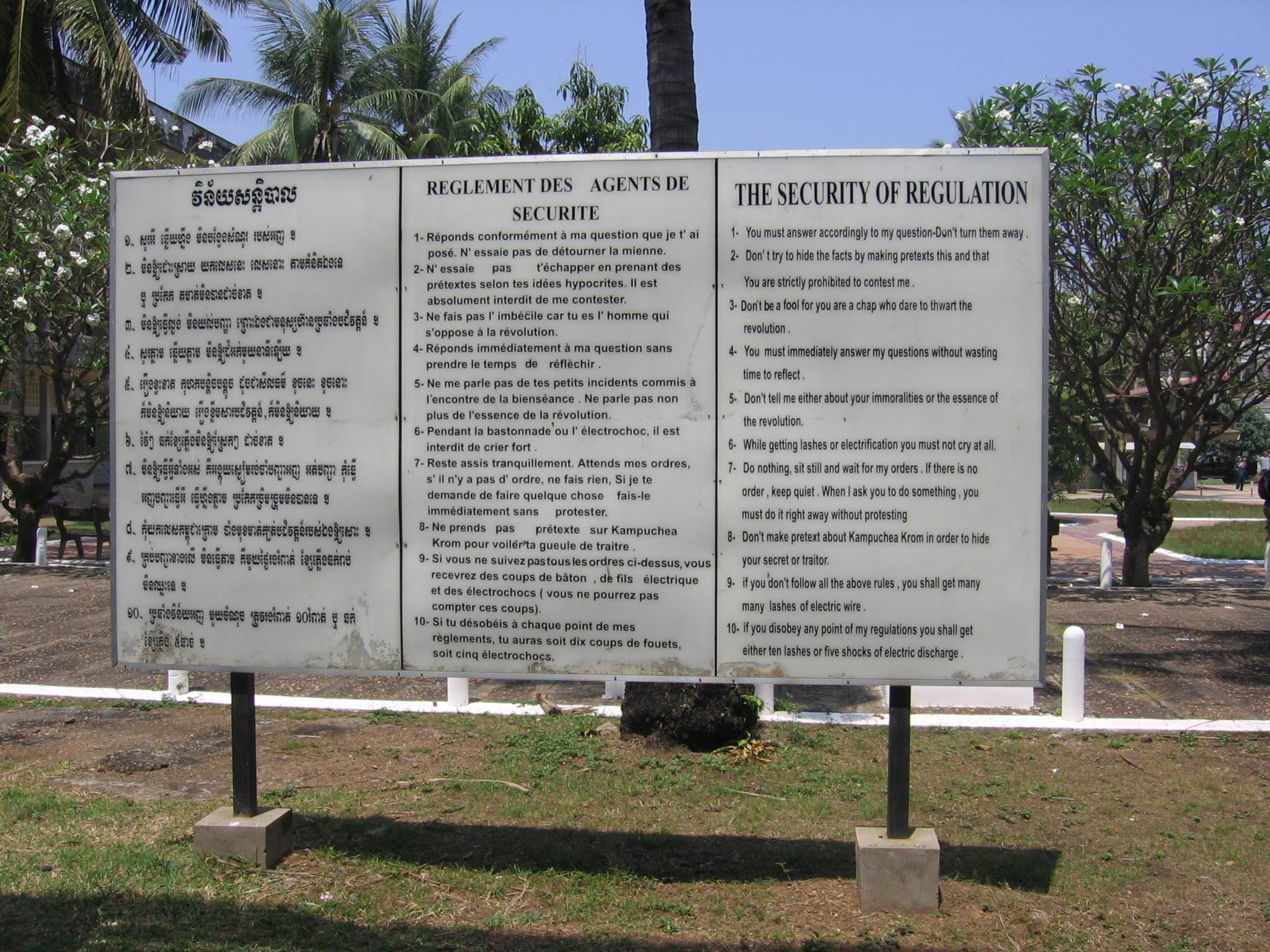
Reglamento de la prisión exhibido en Tuol Sleng.
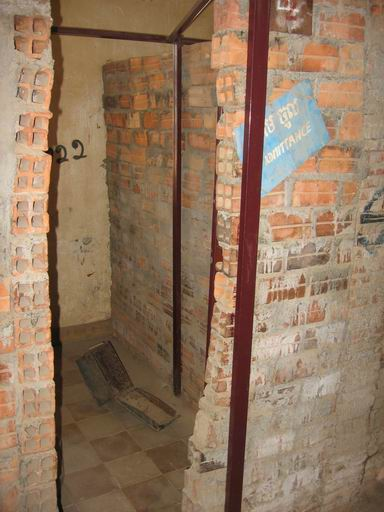
Aspecto de una de las celdas construidas dentro de los salones de clase del antiguo colegio.
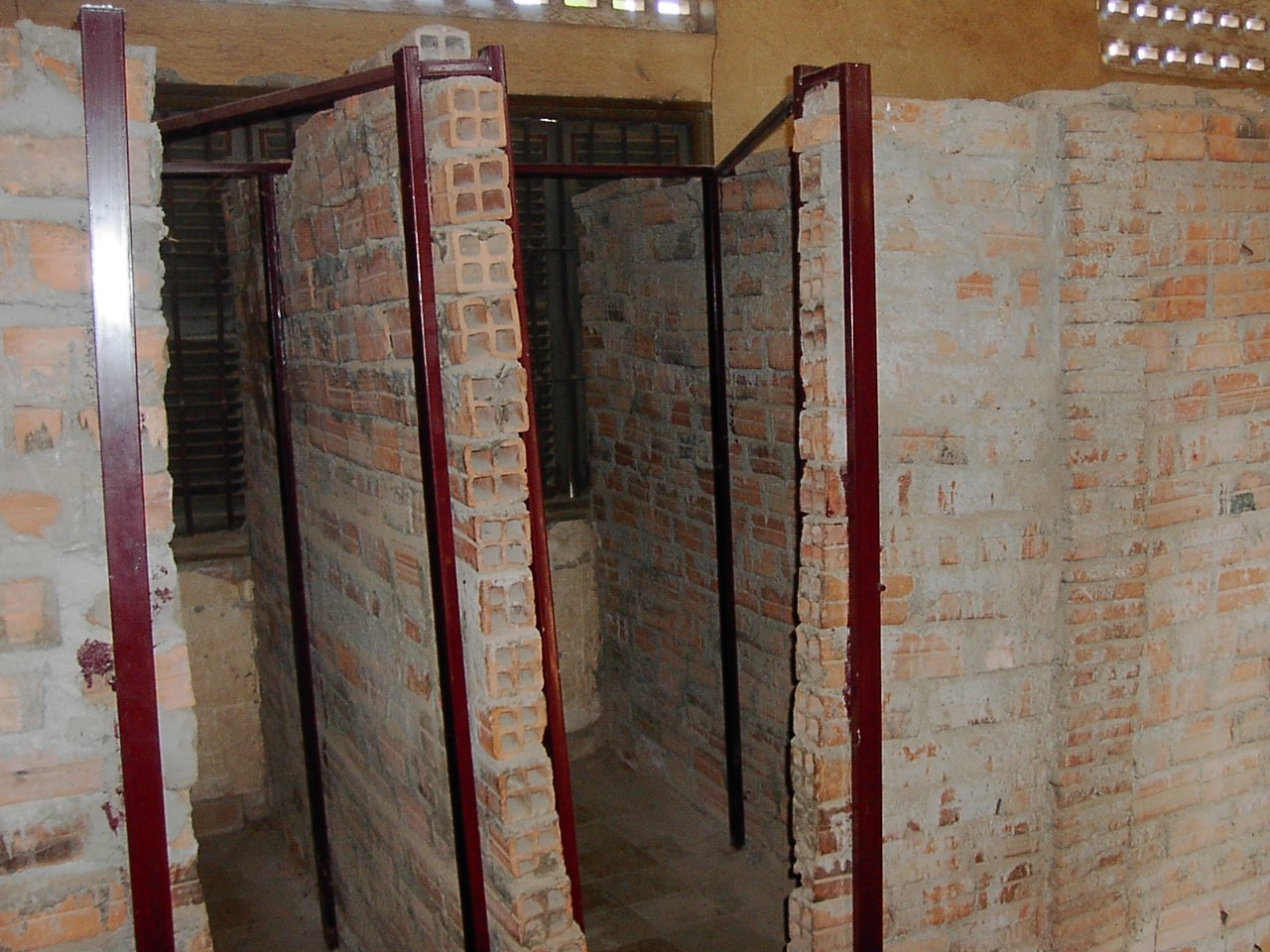
Otra celda.
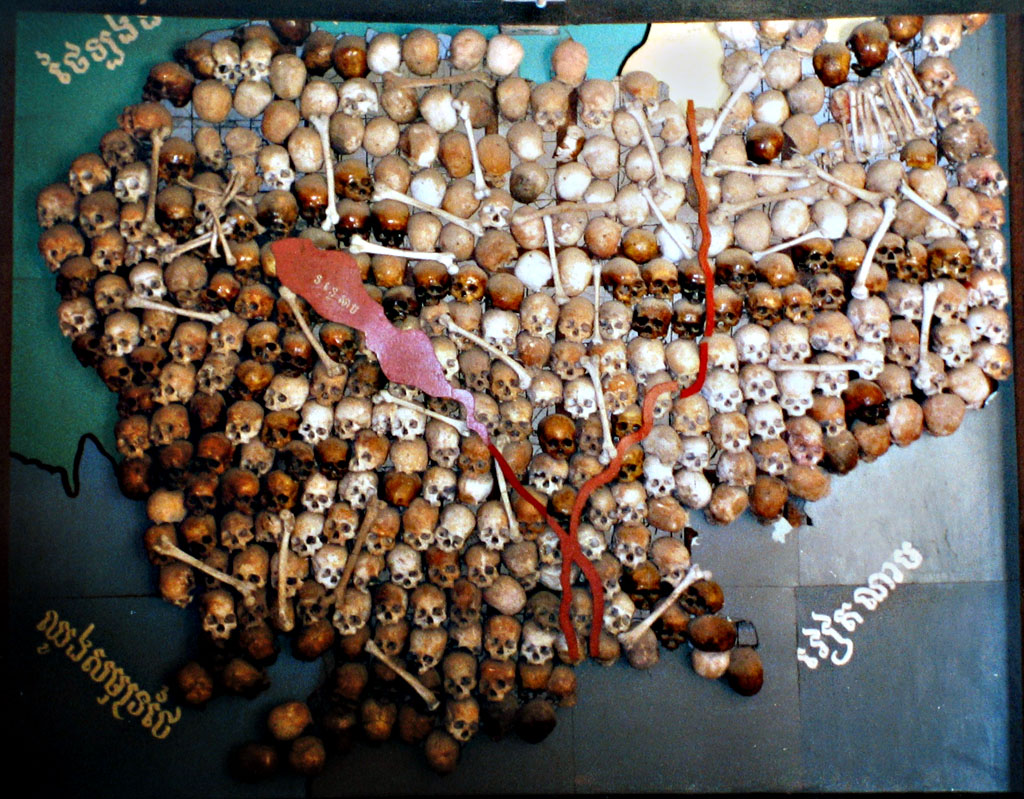
Mapa hecho con cráneos de víctimas de la prisión exhibido en el Museo.
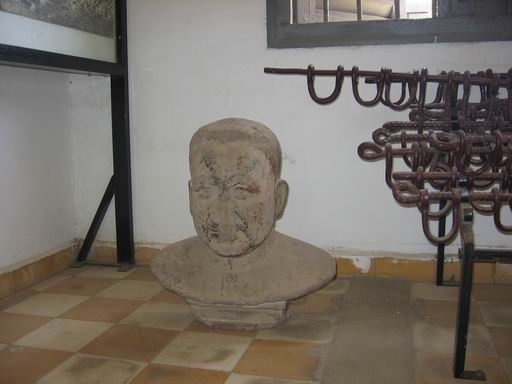
Busto de Pol Pot en el Museo.
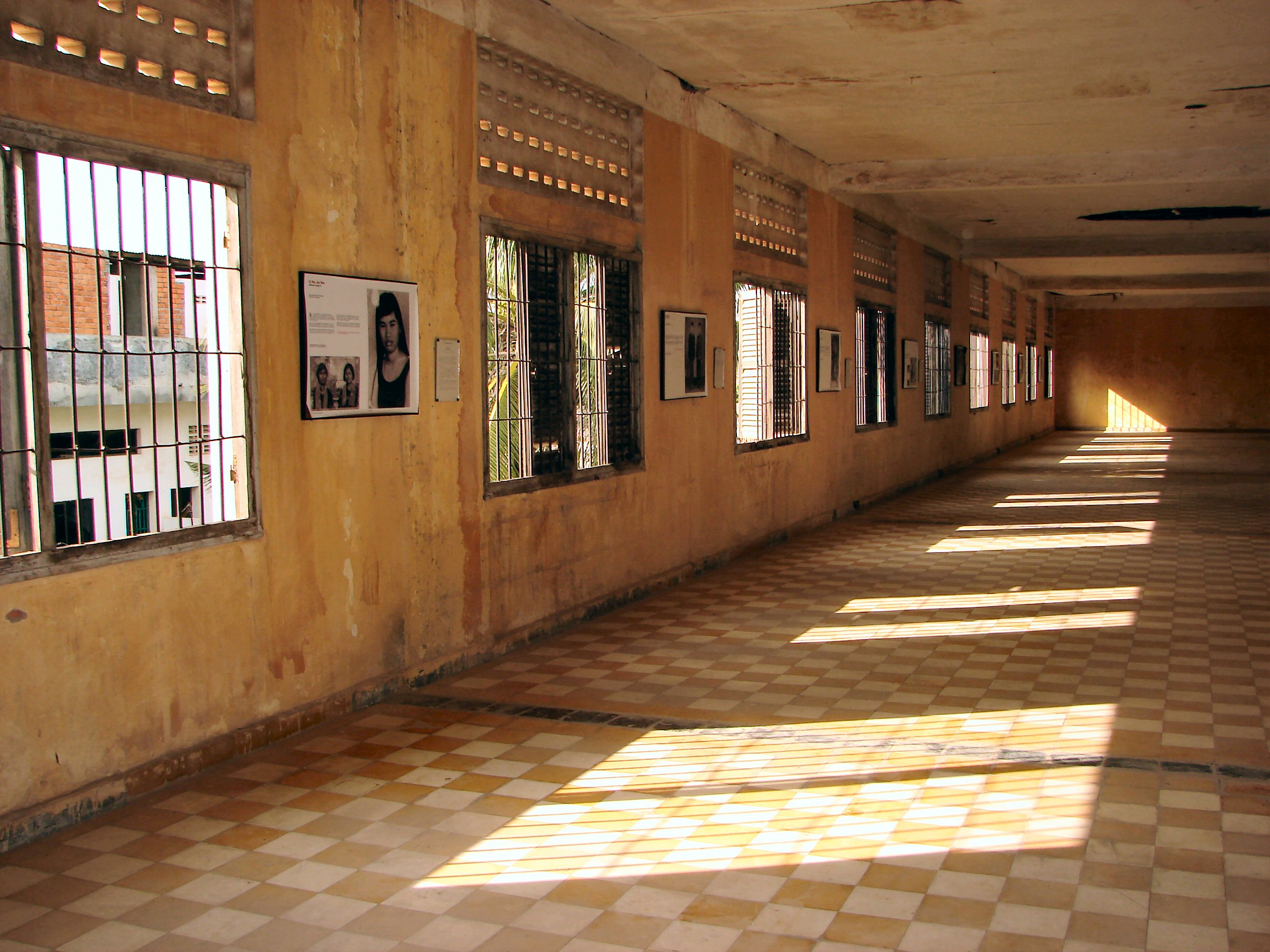
Uno de los salones (tercer piso) utilizado como celda general. Actualmente sala de exhibición dedicada a las víctimas en el Museo.
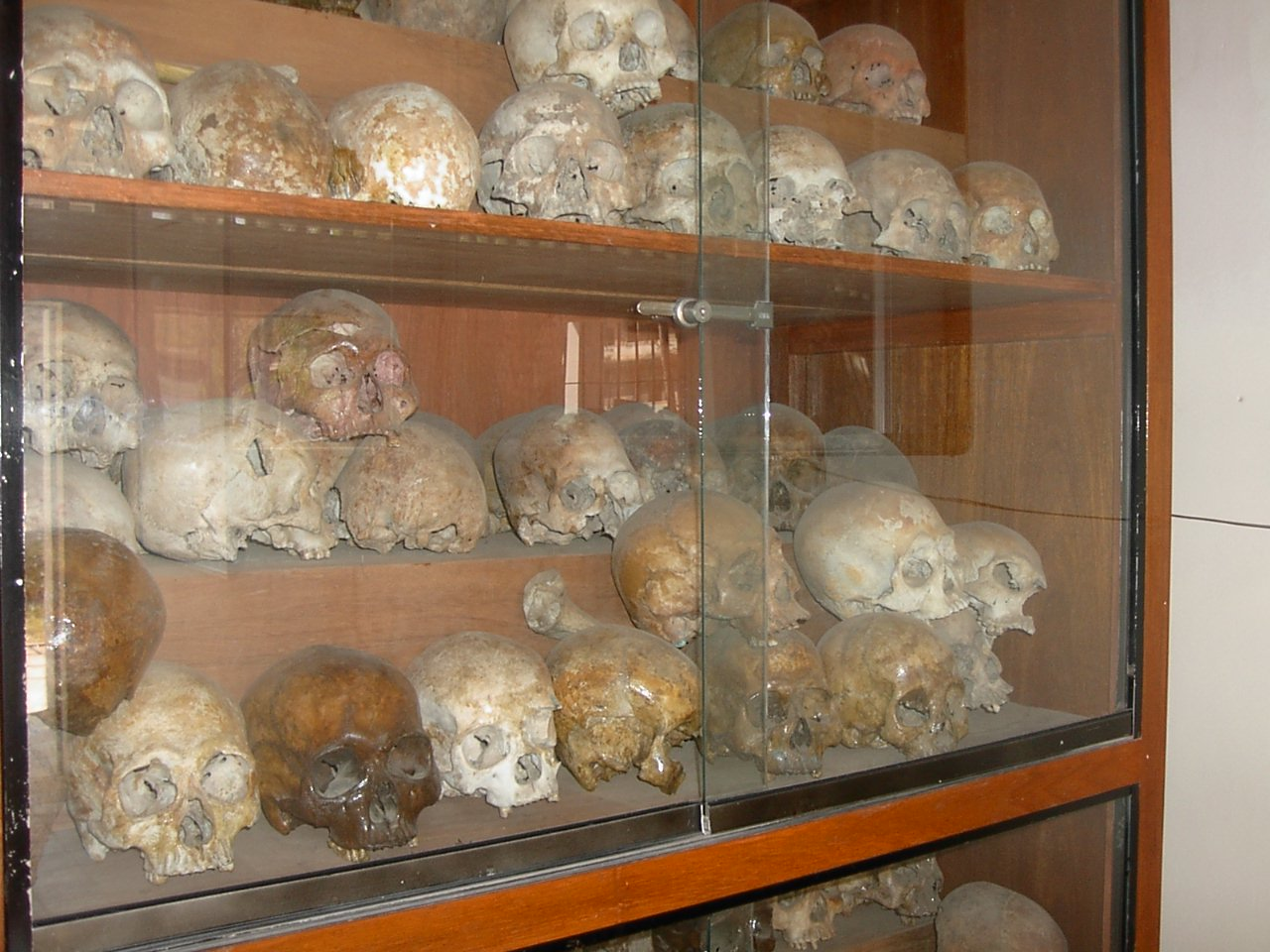
Mas cráneos de víctimas de S-21.
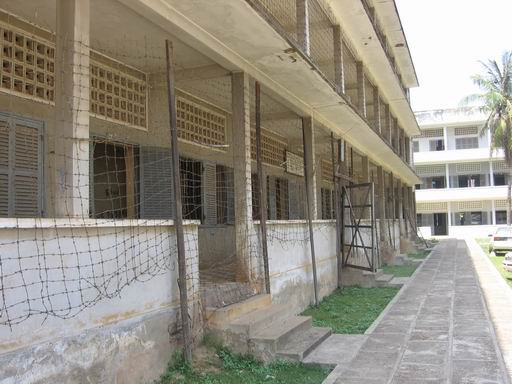
Aspecto de los edificios del antiguo colegio convertido en prisión.
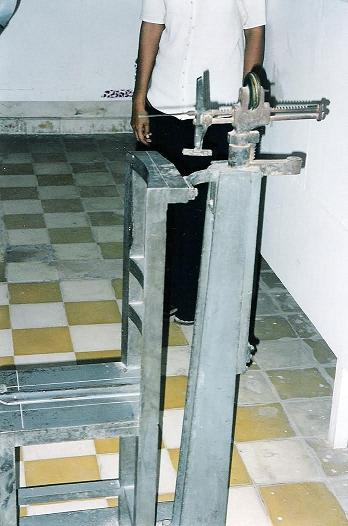
Silla utilizada para fotografiar a los recién llegados.
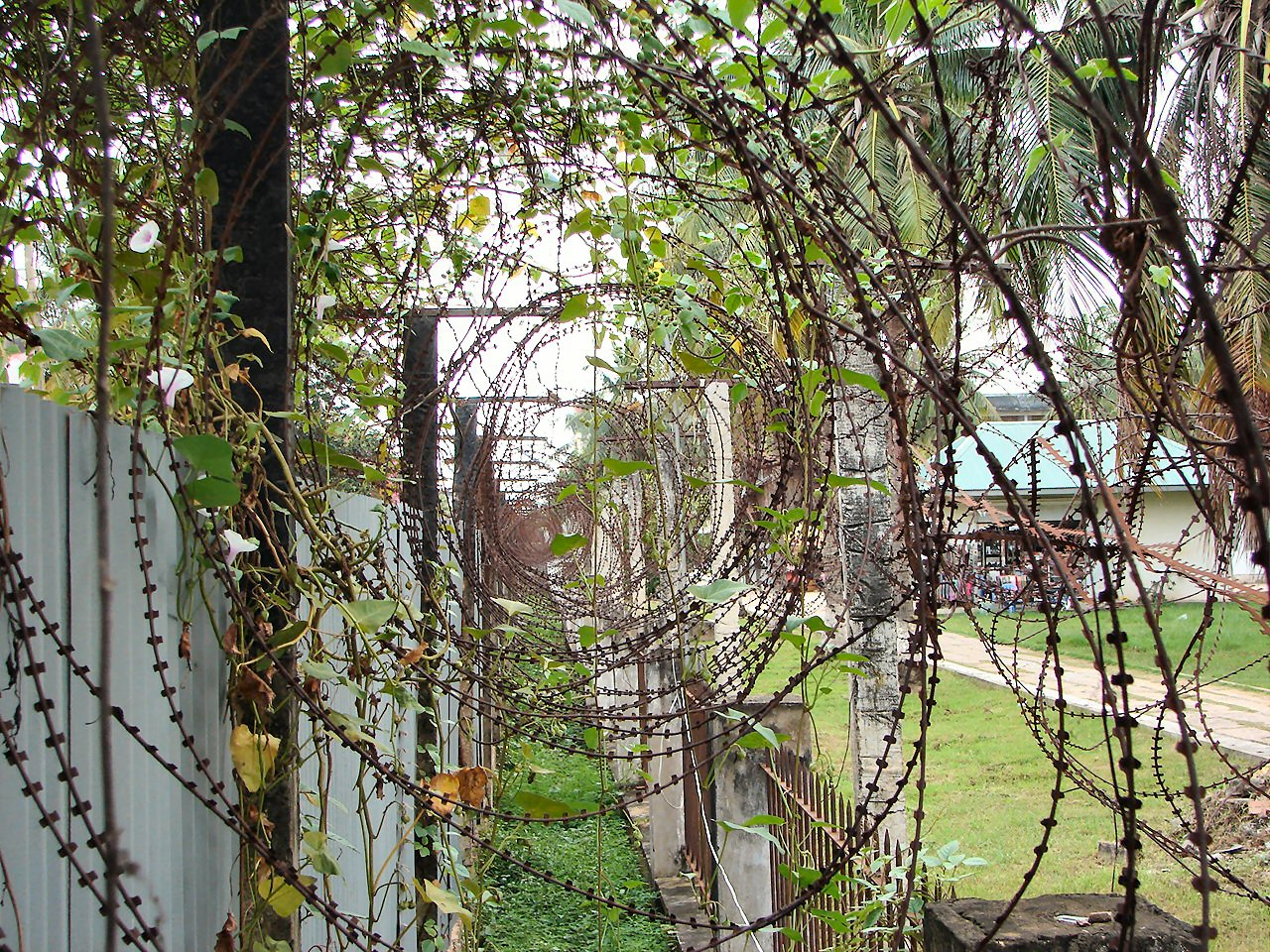
Alambrados que evitaban cualquier intento de huida de los prisioneros.
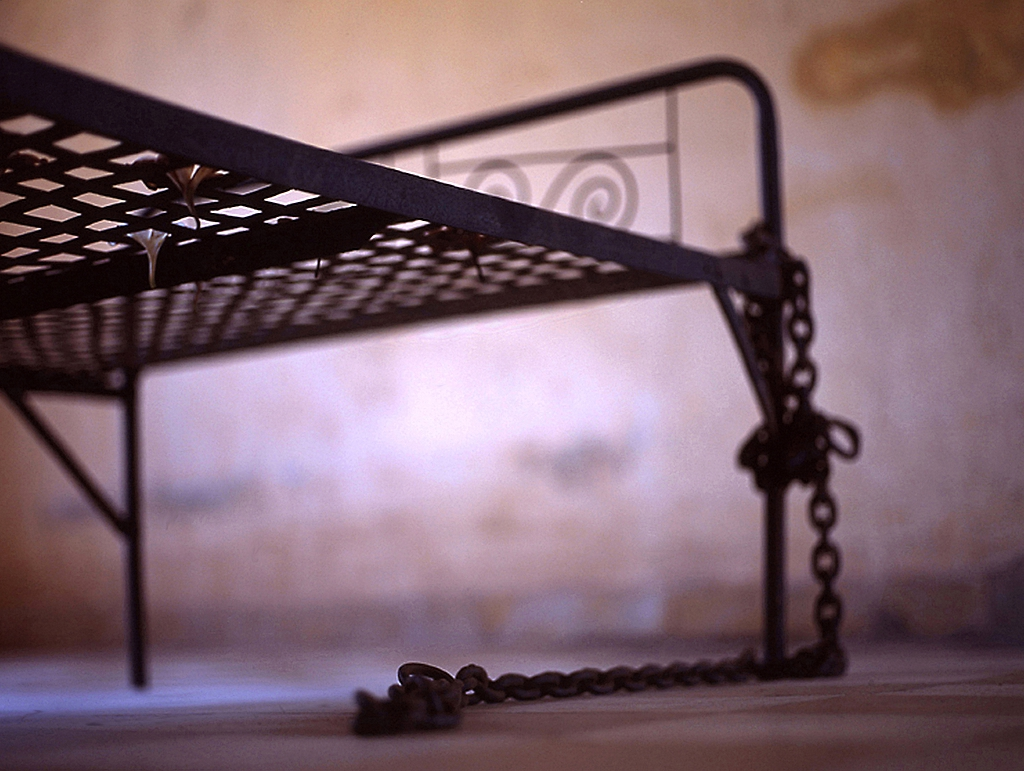
Cama "eléctrica". La víctima era asegurada a la cama, la cual era electrificada con baterías de auto.
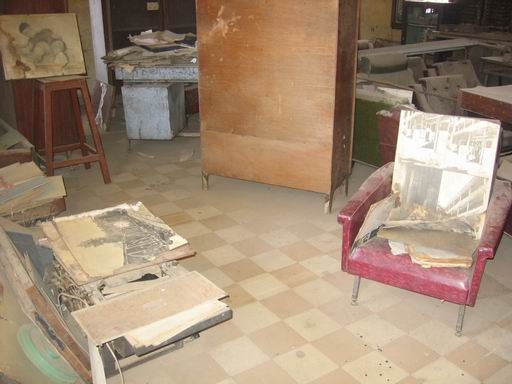
Sala de archivos de S-21.
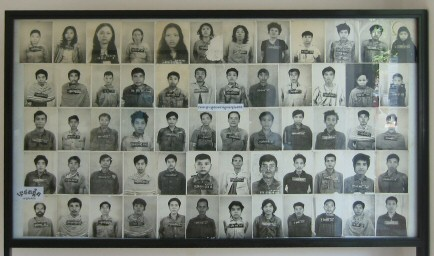
Exhibición de fotos de víctimas, la mayoría de las cuales perecieron en la prisión.
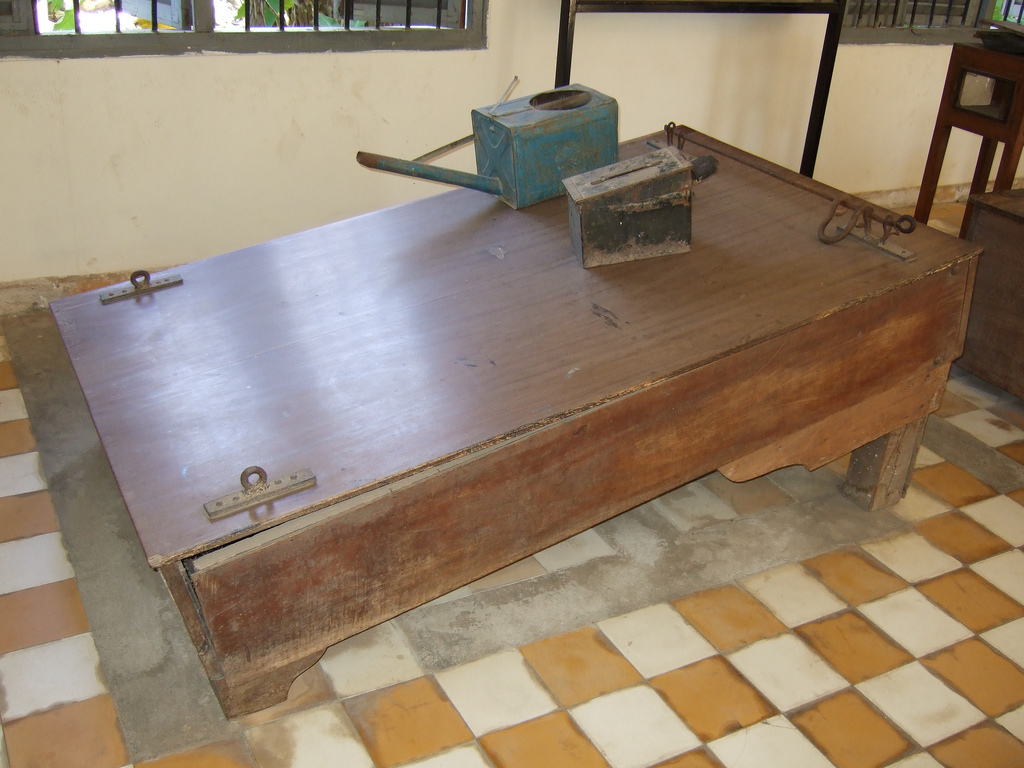
Máquina de tortura: la víctima era asegurada a la superficie y se le derramaba agua sobre el rostro.